# St. Joseph (Wolfsburg)

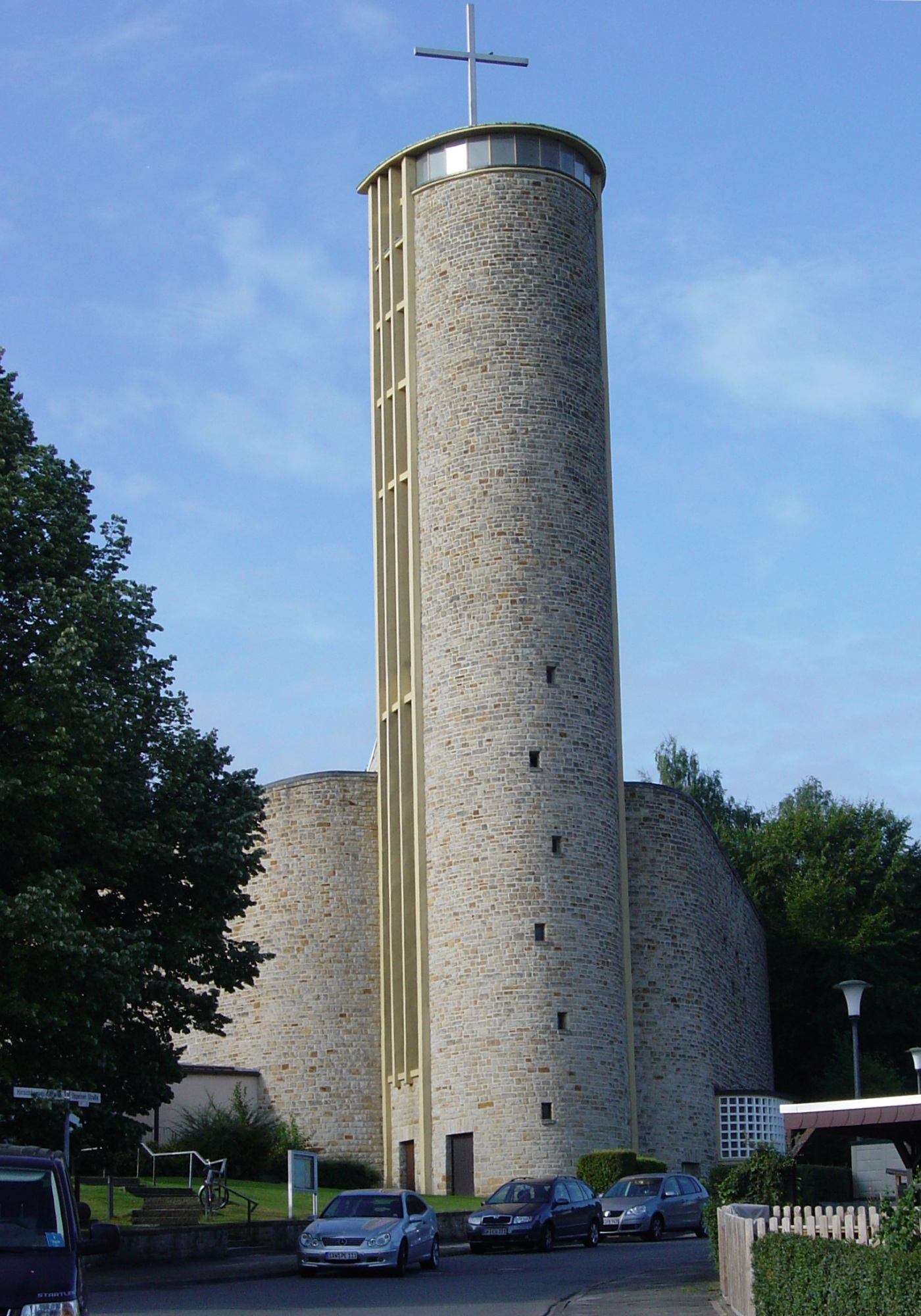
St.-Joseph-Kirche

Die Kirche Sankt Joseph war ursprünglich die katholische Kirche im Wolfsburger Stadtteil Wohltberg. Die nach Josef von Nazaret benannte Kirche gehörte zuletzt zur Pfarrei St. Christophorus im Dekanat Wolfsburg-Helmstedt des Bistums Hildesheim. Heute gehört das Gotteshaus der evangelischen ChristusBrüderGemeinde.

## Geschichte
Nachdem ab etwa 1952 im Westen von Wolfsburg neue Stadtteile entstanden waren, wurde die Kirche St. Joseph erbaut. Sie war nach St. Christophorus die zweite katholische Kirche, die nach der Stadtgründung in Wolfsburg erbaut wurde. 1955 erstellte Peter Koller ihren Entwurf, der auch schon die St.-Christophorus-Kirche entworfen hatte. Am 2. Juli 1956 erfolgte die Grundsteinlegung durch Generalvikar Wilhelm Offenstein, und am 16. Juni 1957 die Weihe durch Bischof Heinrich Maria Janssen. Bereits im März 1957 bekam St. Joseph einen eigenen Priester, 1959 wurde das Pfarrhaus erbaut. Am 1. April 1962 wurde die Kirchengemeinde (Kuratie) St. Joseph gegründet, und bereits am 1. Oktober 1964 zur Pfarrei erhoben. 1968 wurde ein neuer Altar eingeweiht. 1980 wurde das Gemeindezentrum eröffnet, und 1990 eine neue Orgel errichtet. 1996 wurde die Kirche in das Verzeichnis der Kulturdenkmale aufgenommen (ID 34291304).
Ab dem 1. November 2000 war die Kirche dem Pfarrer von St. Heinrich unterstellt. Vom 1. November 2006 an gehörte die Kirche zum Dekanat Wolfsburg-Helmstedt; zuvor gehörte sie zum Dekanat Wolfsburg, welches zu diesem Zeitpunkt umbenannt und um den Helmstedter Teil des damals aufgelösten Dekanats Helmstedt-Wolfenbüttel vergrößert wurde. Ab dem 1. September 2010 gehörte die Kirche zur Pfarrei St. Christophorus, die Pfarrei St. Joseph wurde in diesem Zusammenhang aufgelöst.
Auf Grund der zurückgehenden Finanzmittel sowie auch der gesunkenen Zahl der Geistlichen und Kirchenbesucher wurde 2014 beschlossen, die Kirche zu profanieren und zum Verkauf anzubieten. Am 4. November 2015 stellte Bischof Norbert Trelle das Dekret zur Profanierung aus, und am 27. November 2015 erfolgte die Profanierung als katholische Kirche durch Weihbischof Nikolaus Schwerdtfeger. Dies war nach St. Maria Goretti (Meinersen) und Heilige Familie (Offleben) die dritte Profanierung einer Kirche im Dekanat Wolfsburg-Helmstedt. Das ehemalige Pfarrhaus ging an die Kindertagesstätte St. Joseph über, die als katholische Kindertagesstätte erhalten bleibt.
Zum 1. Dezember 2015 wurde die Kirche und das zugehörige Gemeindezentrum an die bislang im Johanneshaus im Stadtteil Rabenberg ansässige evangelische „ChristusBrüderGemeinde“ verkauft, welche die Kirche nach einer Renovierung am 1. Mai 2016 mit einem Festgottesdienst wieder eröffnet hat.

## Architektur und Ausstattung
Die Kirche ist in rund 82 Meter Höhe über dem Meeresspiegel am Hang des Klieversberges erbaut worden, sie steht auf dem Grundstück Oppelner Straße 21 und verfügt über 329 Sitzplätze. Unter ihrem weithin sichtbaren 37 Meter hohen Glockenturm, der durch eine Wendeltreppe mit rund 174 Stufen erschlossen wird, befindet sich der Altar. In ihm waren bis zur Profanierung als katholische Kirche Reliquien der heiligen Eulogius und Clarus eingelassen. Links und rechts vom Altarraum befanden sich der von Wilhelm Keudel (Salzgitter) gestaltete Tabernakel und eine Statue des heiligen Joseph. An der Südseite der Kirche befinden sich der Kreuzweg sowie, nur vom Kirchenraum aus zugänglich, die Taufkapelle mit Taufbecken und einer Statue des heiligen Antonius von Padua, und die Marienkapelle. In die Ostwand der Kirche sind zwei Beichtstühle eingelassen. Die drei 1957 geweihten Stahlglocken, vom Bochumer Verein hergestellt, tragen die Namen Joseph, Heinrich und Bernhard.

## Orgel

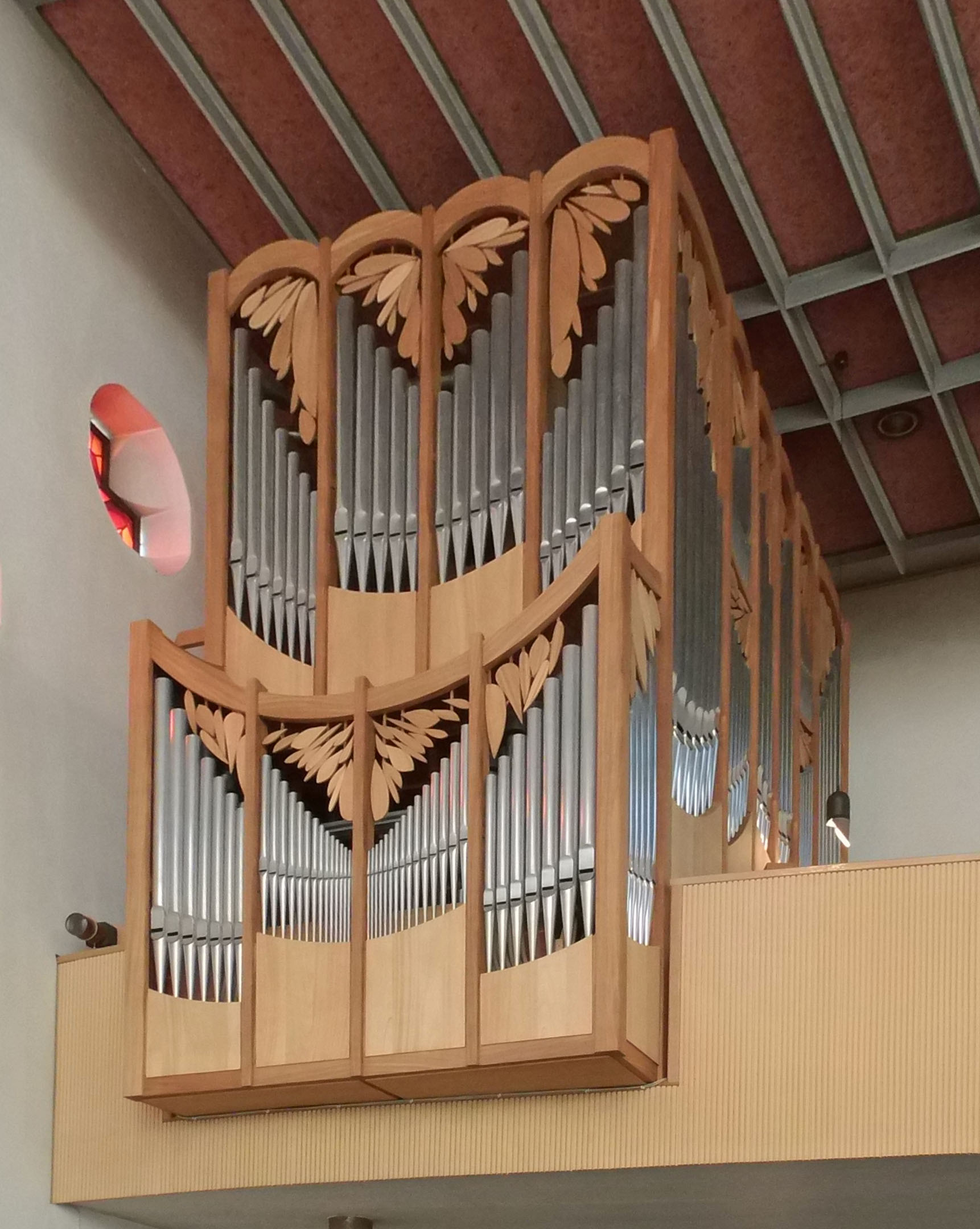
Orgel

Die Orgel stammt aus der Werkstatt von G. Christian Lobback.
Das Schleifladen-Instrument hat 23 Register auf zwei Manualen und Pedal. Die Spieltrakturen sind mechanisch, die Registertrakturen sind elektrisch.
| I Hauptwerk C– |       |
| Quintade       | 16′   |
| Prinzipal      | 8′    |
| Rohrflöte      | 8′    |
| Oktave         | 4′    |
| Nachthorn      | 4′    |
| Superoktave    | 2′    |
| Mixtur IV      | 1 ⁄3′ |
| Trompete       | 8′    |

| II Brustwerk C– |        |
| Bleigedackt     | 8′     |
| Prinzipal       | 4′     |
| Blockflöte      | 4′     |
| Nasard          | 2 ⁄3′  |
| Waldflöte       | 2′     |
| Terz            | 1 3⁄5′ |
| Oktave          | 1′     |
| Zimbel IV       | 1⁄2′   |
| Holzkrummhorn   | 8′     |
| Tremulant       |        |

| Pedal C–         |       |
| Subbaß           | 16′   |
| Prinzipal        | 8′    |
| Gedackt          | 8′    |
| Choralbaß        | 4′    |
| Rauschpfeife III | 2 ⁄3′ |
| Posaune          | 16′   |
| Trompete         | 8′    |

- Koppeln: II/I, I/P, II/P
- Spielhilfen: 2 freie Kombinationen, 1 freie Pedalkombination

## Bilder

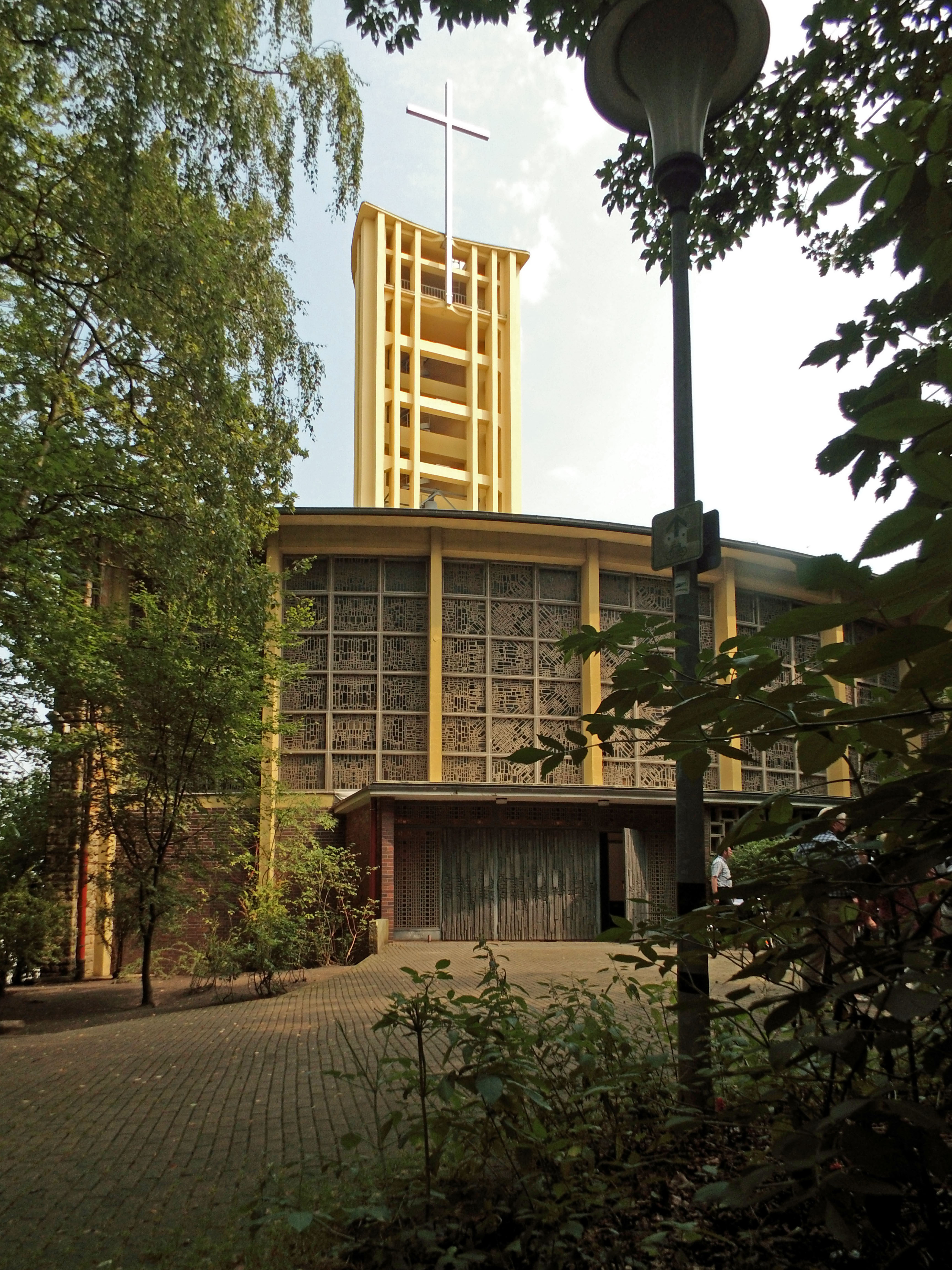
Blick von Südwesten
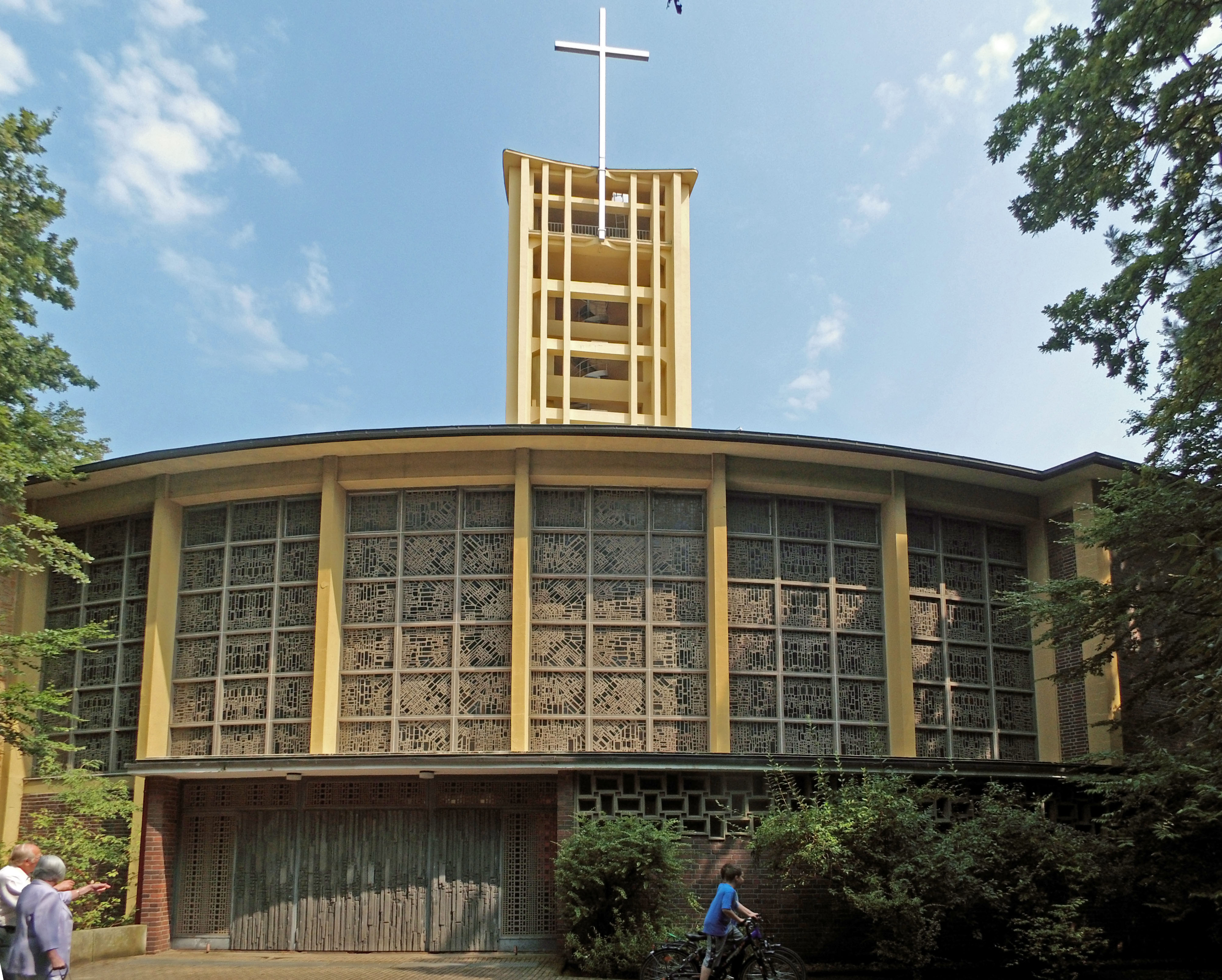
Haupteingang
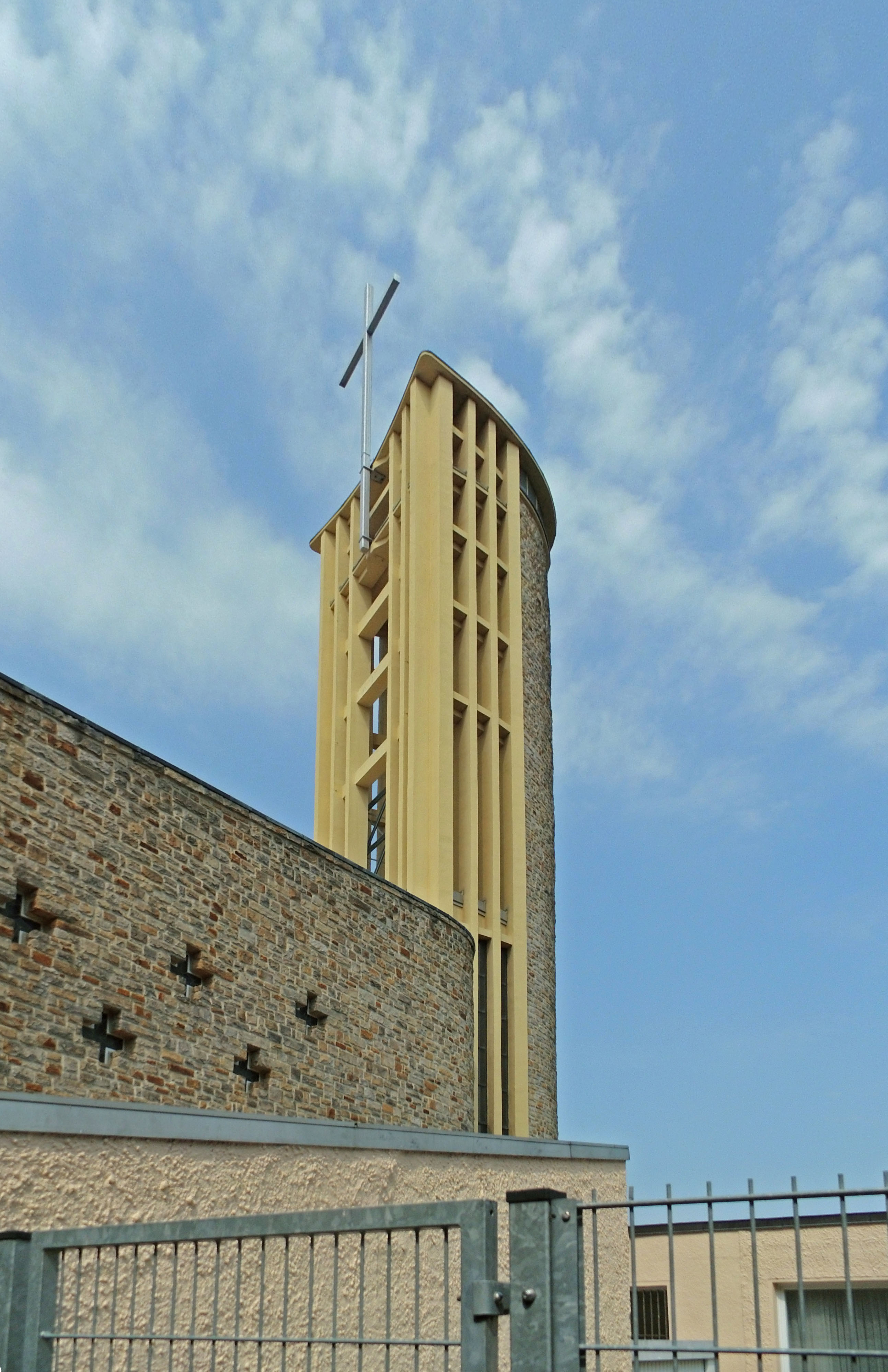
Kirchturm
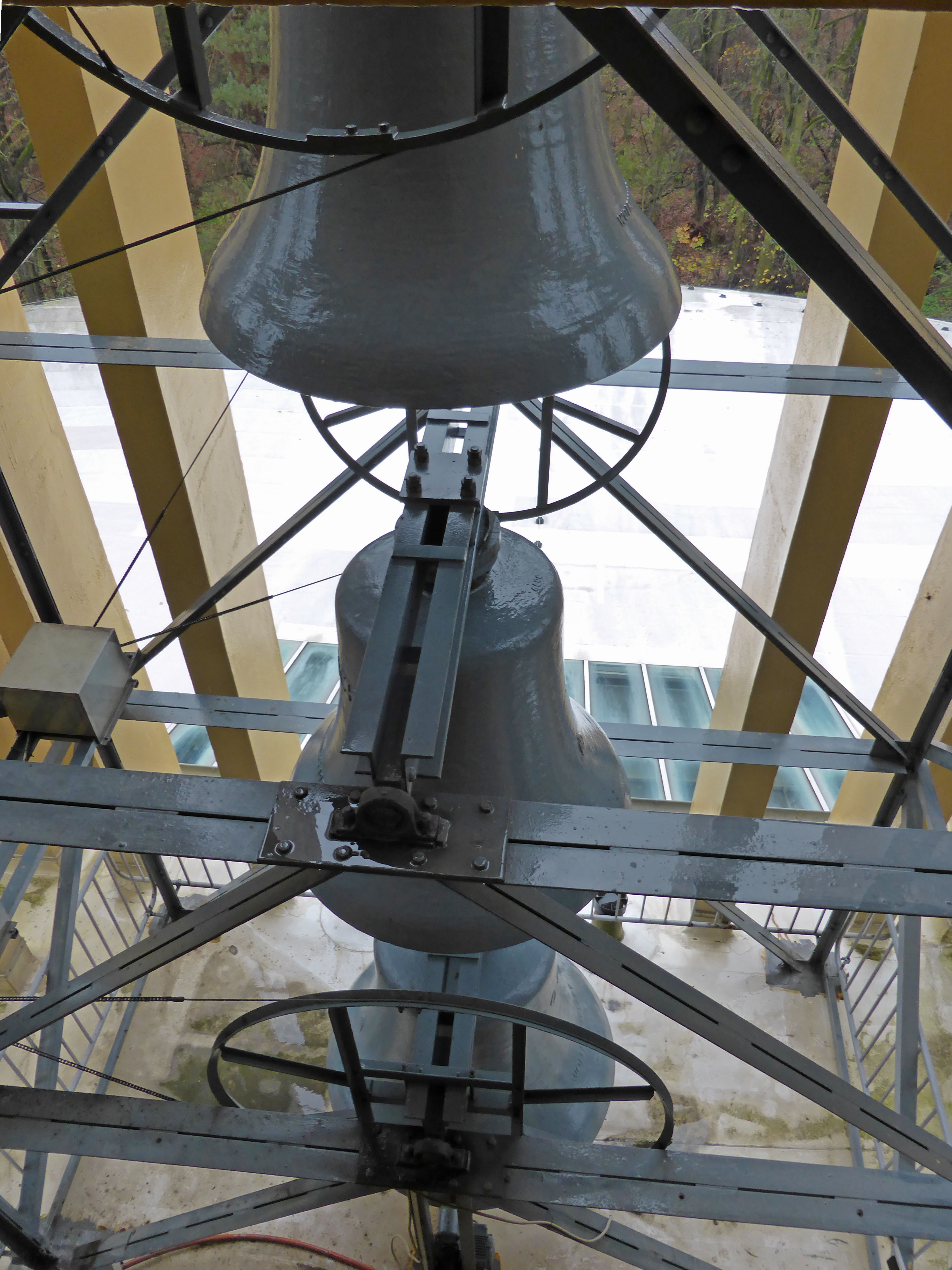
Geläut
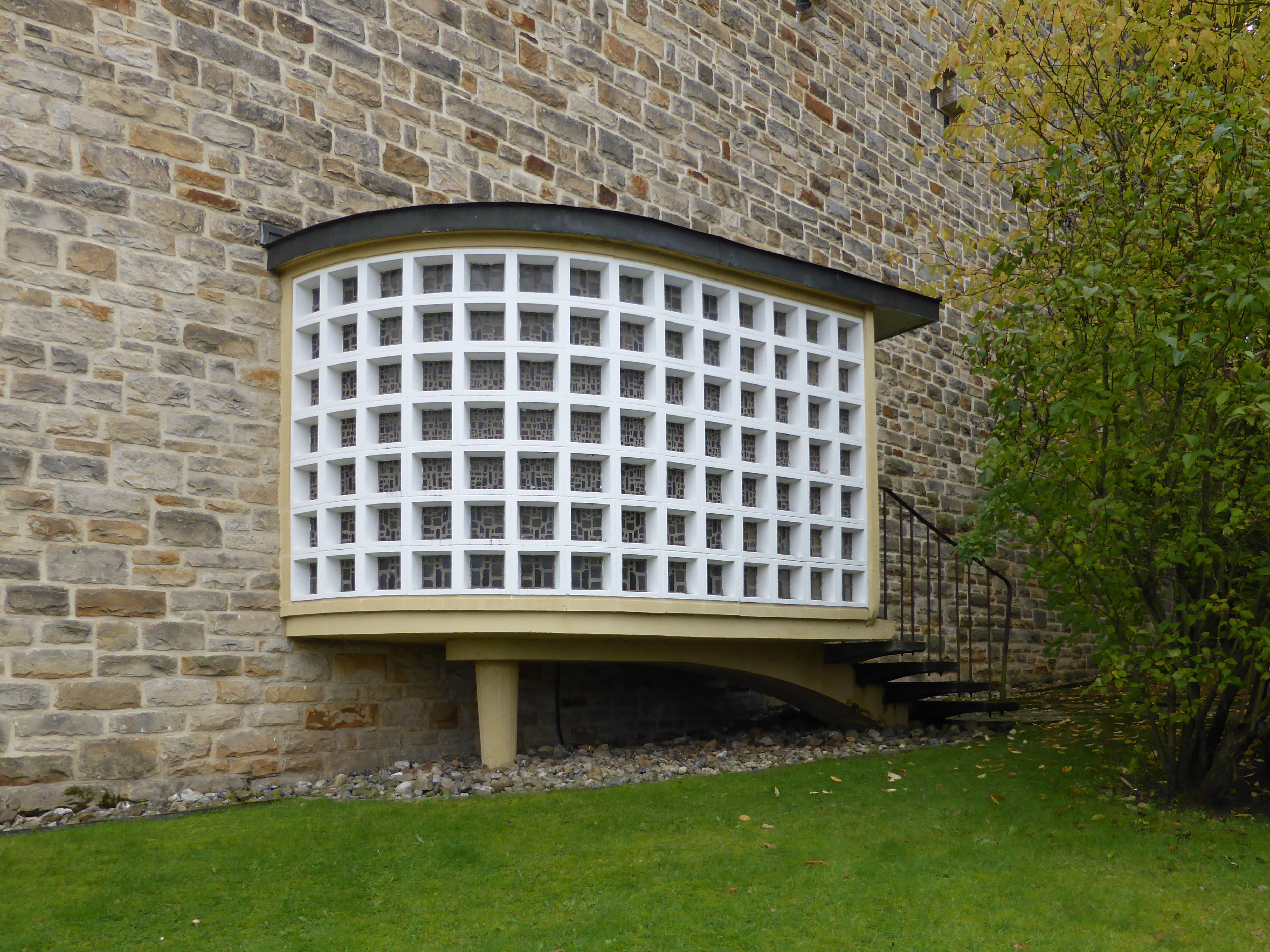
Seiteneingang
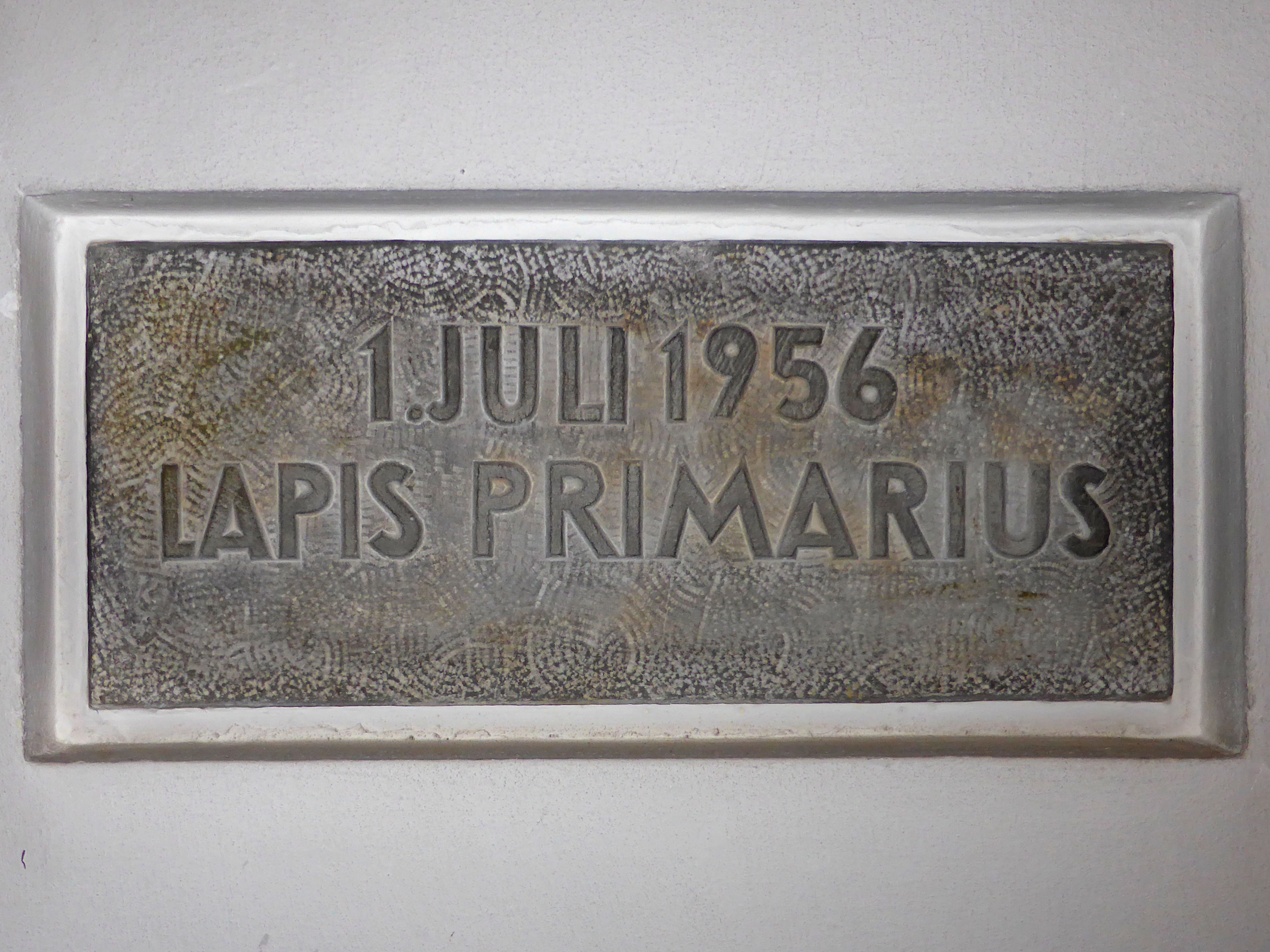
Grundstein

## Einzugsgebiet
Das Einzugsgebiet der katholischen Kirche umfasste die Wolfsburger Stadtteile Hageberg, Hohenstein, Laagberg und Wohltberg.

## Kindertagesstätte

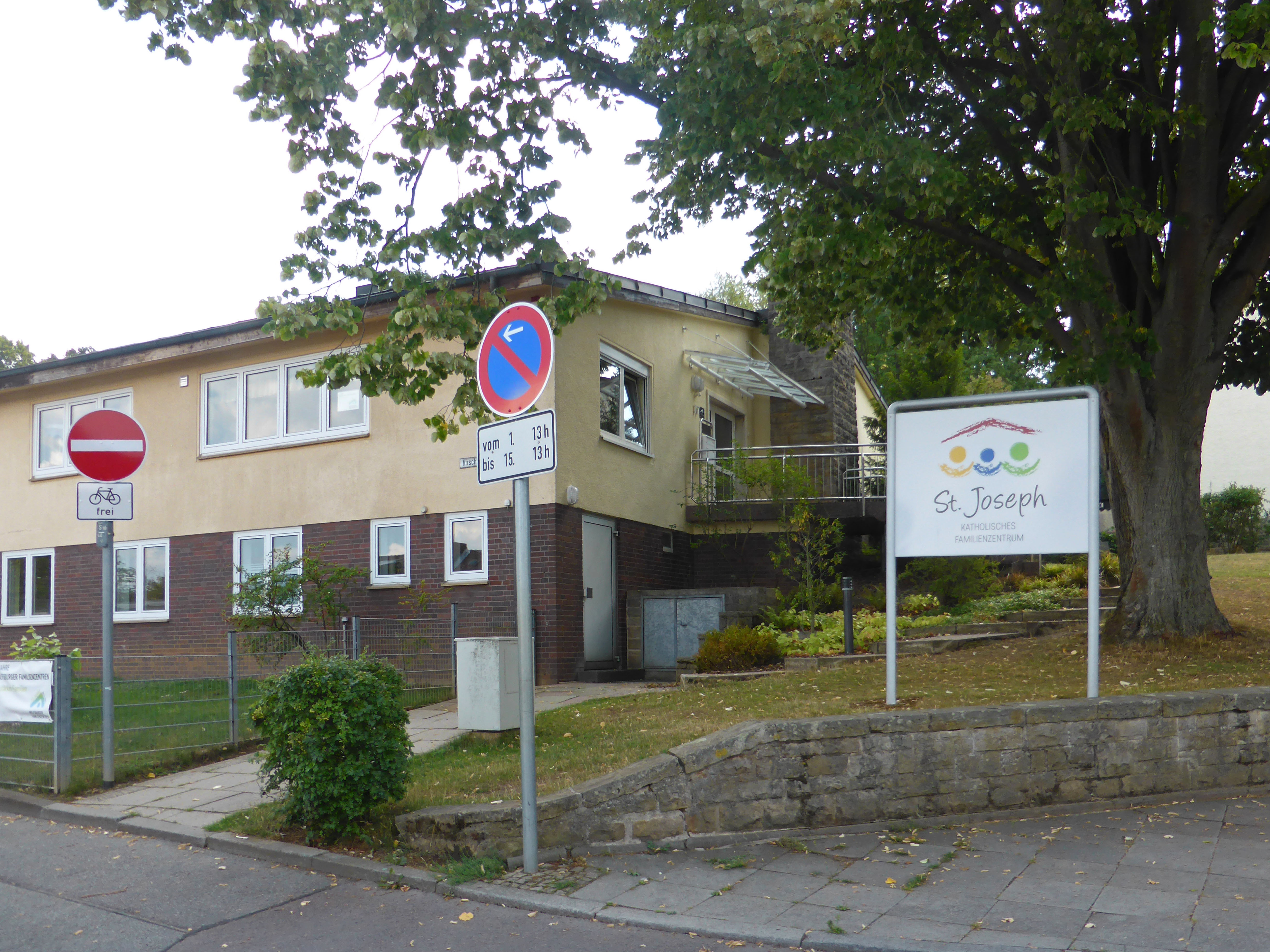
Teilansicht der Kindertagesstätte

Die Kindertagesstätte St. Joseph befindet sich östlich der Kirche auf dem Grundstück Oppelner Straße 17, sie wurde ebenfalls 1957 eingeweiht. Heute (2013) werden in fünf Gruppen etwa 90 Kinder betreut.